# وال‌پول های‌وی
وال‌پول های‌وی (به انگلیسی: Walpole Highway) یک روستا و محله مدنی در بریتانیا است که در King's Lynn and West Norfolk واقع شده‌است. وال‌پول های‌وی ۱۰٫۴۸ کیلومتر مربع مساحت و ۷۰۱ نفر جمعیت دارد.